# Lijst van Kroatische nationale wegen
De nationale wegen in Kroatië (Kroatisch: Državna cesta) zijn wegen die belangrijk zijn voor het wegverkeer tussen delen van het land. Tegenwoordig is dit het aanvullende netwerk op de autosnelwegen. De wegen worden gekenmerkt door het prefix 'D' van Državna cesta. Dit prefix wordt echter alleen in de schrijftaal gebruikt. Op de bewegwijzering verschijnt alleen het nummer in een blauw schild.
De nationale wegen zijn grofweg als volgt genummerd:
- D1-D9: langeafstandswegen tussen de grenzen van verscheidene buurlanden
- D20-D70: hoofdassen op het vasteland
- D100-D128: wegen op de Kroatische eilanden
- D200-D225: kortere wegen naar grenzen
- D300-D315: wegen die steden en dorpen met autosnelwegen en andere grote wegen verbinden
- D400-D425: toegangswegen naar havens en vliegvelden
- D500-D534: verbindingswegen tussen andere nationale wegen

## D1 - D9
| Schild | Nummer | Route | Lengte   |
| ------ | ------ | --- | -------- |
|        | D1     | Slovenië - Krapina - Zagreb - Karlovac - Knin - Split                                                                       | 415,8 km |
|        | D2     | Slovenië - Varaždin - Koprivnica - Virovitica - Našice - Osijek - Vukovar - Servië                                          | 347,4 km |
|        | D3     | Hongarije - Čakovec - Varaždin - Zagreb - Karlovac - Rijeka                                                                 | 218,4 km |
|        | D5     | Hongarije - Virovitica - Daruvar - Okučani - Bosnië en Herzegovina                                                          | 123,2 km |
|        | D6     | Slovenië - Ribnik - Karlovac - Vojnić - Glina - Bosnië en Herzegovina                                                       | 134,5 km |
|        | D7     | Hongarije - Beli Manastir - Osijek - Đakovo - Bosnië en Herzegovina                                                         | 115,2 km |
|        | D8     | Slovenië - Rijeka - Senj - Zadar - Split - Makarska - Bosnië en Herzegovina; Bosnië en Herzegovina - Dubrovnik - Montenegro | 643,1 km |
|        | D9     | Bosnië en Herzegovina - Metković - Opuzen                                                                                   | 10,9 km  |

## D20 - D70
| Schild | Nummer | Route                                                                           | Lengte   |
| ------ | ------ | ------------------------------------------------------------------------------- | -------- |
|        | D20    | Čakovec - Prelog - Drnje                                                        | 46,6 km  |
|        | D21    | Slovenië – Buje – Bale – Pula                                                   | 80,1 km  |
|        | D22    | Novi Marof – Križevci – Sveti Ivan Žabno                                        | 42,7 km  |
|        | D23    | Duga Resa – Josipdol – Žuta Lokva - Senj                                        | 104,9 km |
|        | D24    | Zabok – Zlatar-Bistrica – Novi Marof – Varaždinske Toplice – Ludbreg            | 75,5 km  |
|        | D25    | Korenica – Gospić – Karlobag                                                    | 83,6 km  |
|        | D26    | Vrbovec - Čazma - Garešnica - Dežanovac - Daruvar                               | 88,5 km  |
|        | D27    | Gračac - Obrovac - Benkovac - Stankovci - D8 (Šibenik)                          | 96,9 km  |
|        | D28    | Sveta Helena - Vrbovec - Bjelovar - Veliki Zdenci                               | 92,2 km  |
|        | D29    | Novi Golubovec - Zlatar-Bistrica - Marija Bistrica - Soblinec                   | 49,8 km  |
|        | D30    | Zagreb - Velika Gorica - Petrinja - Hrvatska Kostajnica - Bosnië en Herzegovina | 81,8 km  |
|        | D31    | Velika Gorica - Gornji Viduševac - D6 (Glina)                                   | 55,0 km  |
|        | D32    | Slovenië - Prezid - Delnice                                                     | 49,7 km  |
|        | D33    | Bosnië en Herzegovina - Strmica - Knin - Drniš - Šibenik                        | 75,1 km  |
|        | D34    | Daruvar - Slatina - Donji Miholjac - Josipovac                                  | 119,1 km |
|        | D35    | Varaždin - Ivanec - Lepoglava - Sveti Križ Začretje                             | 46,1 km  |
|        | D36    | Karlovac - Pokupsko - Sisak - Popovača                                          | 107,8 km |
|        | D37    | Sisak - Petrinja - Glina                                                        | 34,4 km  |
|        | D38    | Pakrac - Požega - Pleternica - Đakovo                                           | 120,8 km |
|        | D39    | Bosnië en Herzegovina - Aržano - Cista Provo - Dubci                            | 38,0 km  |
|        | D40    | Čavle - D8 (Bakar)                                                              | 7,6 km   |
|        | D41    | Hongarije - Gola - Koprivnica - Križevci - Vrbovec                              | 82,9 km  |
|        | D42    | Vrbovsko - Ogulin - Josipdol - Plaški - Selište Drežničko                       | 86,0 km  |
|        | D43    | Đurđevac - Bjelovar - Čazma - Ivanić Grad                                       | 77,5 km  |
|        | D44    | Ponte Portone - Buzet - Lupoglav                                                | 39,2 km  |
|        | D45    | Veliki Zdenci - Garešnica - Kutina                                              | 43,6 km  |
|        | D46    | Đakovo - Vinkovci - Tovarnik - Servië                                           | 73,0 km  |
|        | D47    | Lipik - Novska - Hrvatska Dubica - Hrvatska Kostajnica - Dvor                   | 94,5 km  |
|        | D48    | Baderna - Pazin - A8                                                            | 19,1 km  |
|        | D49    | Pleternica - Lužani                                                             | 19,0 km  |
|        | D50    | Žuta Lokva - Otočac - Gospić - Gračac                                           | 104,2 km |
|        | D51    | Gradište - Požega - Nova Gradiška                                               | 50,3 km  |
|        | D52    | Otočac - Korenica                                                               | 41,1 km  |
|        | D53    | Hongarije - Donji Miholjac - Našice - Slavonski Brod - Bosnië en Herzegovina    | 91,7 km  |
|        | D54    | Maslenica - Zaton Obrovački                                                     | 13,5 km  |
|        | D55    | Borovo - Vinkovci - Županja - Bosnië en Herzegovina                             | 48,6 km  |
|        | D56    | Tromilja - Benkovac - Skradin - Drniš - Muć - Klis-Grlo                         | 122,5 km |
|        | D57    | Vukovar - Orolik - Nijemci - Lipovac                                            | 36,1 km  |
|        | D58    | Šibenik - Boraja - Trogir                                                       | 43,0 km  |
|        | D59    | Knin (D1) - Kistanje - Bribirske Mostine - Putičanje - Kapela                   | 53,6 km  |
|        | D60    | Brnaze - Trilj - Cista Provo - Imotski - Vinjani Donji - Bosnië en Herzegovina  | 66,1 km  |
|        | D62    | Šestanovac - Zagvozd - Vrgorac - Kula Norinska - Metković                       | 89,4 km  |
|        | D64    | Pazin - Podpićan - Vozilići                                                     | 26,9 km  |
|        | D66    | Pula - Labin - Opatija - Matulji                                                | 90,1 km  |
|        | D69    | Slatina - Čeralije - Voćin - Zvečevo - Kamensko                                 | 50,9 km  |
|        | D70    | Omiš - Naklice - Gata - Blato Na Cetini                                         | 22,0 km  |